# ديجي
في الأساطير الفيجية، ديجي (تُنطق ندينجي)، هو الإله الأعلى لفيجي المجسّد في ثعبان، خالق العالم (الفيجي) والفواكه والرجال، ويرتبط بشكل خاص بمقاطعة راكيراكي، فيجي. يُحاكم النفوس الميتة حديثا بعد مرورها من خلال واحد من اثنين من الكهوف: سيباسيبا أو دراكولو. عدد قليل يرسل إلى الجنة بوروتو (Burotu)، ومعظم الآخرين يتم طرحهم في بحيرة، حيث سوف يغرقون في نهاية المطاف إلى القاع موريموريا (Murimuria) على أن يُكافئوا أو يعاقبوا في الحياة الآخرة.

## أول زوج إنساني
ديجي فقس بيضة منها جاء أول البشر إلى الأرض.